# Сєдих Анатолій Юрійович
Анатолій Юрійович Сєдих (рос. Анатолий Юрьевич Седых; нар. 1 травня 1970, с. Мерке, Джамбульська область, Казахська РСР) — радянський та російський футболіст, півзахисник та нападник.

## Життєпис
Вихованець волгоградської ШІСП, перший тренер — В.Погорєлов. З 1986 по 1988 рік грав за волзьке «Торпедо», у 27 матчах відзначився 2 голами. Сезон 1988 року провів у камишинському «Текстильнику», забив 1 м'яч у 21 поєдинку. У 1989 році спочатку виступав за львівські «Карпати», у 25 матчах відзначився 1 голом, а потім перейшов у клуб «Чайка-ЦСКА», де провів 10 матчів.
У 1990 році грав за «Дрогобич», взяв участь у 37 поєдинках. У 1991 році повернувся в «Текстильник», в 19 поєдинках забив 2 м'ячі, після чого поповнив ряди «Ротора», де й дограв сезон, провів 22 матчі, відзначився 4 голами і став переможцем Першої ліги СРСР.
У 1992 році в складі «Ротора» дебютував у Вищій лізі Росії, де зіграв 15 матчів та відзначився 1 голом. Сезон 1993 року провів у клубі «Зірка-Русь», в 14 поєдинках забив 2 м'ячі. З 1994 по 1996 рік захищав кольори елістінского «Уралана», забив 11 м'ячів у 70 поєдинках.
З 1996 по 1997 рік відзначився 8 голами в 22 матчах за кисловодський «Олімп», після чого поповнив ряди ставропольського «Динамо», де в 11 матчах відзначився 2 м'ячами. Сезон 1998 року провів у клубі «Локомотив-Тайм», зіграв 29 матчів, відзначився 7 голами.
У 1999 році взяв участь в 3 матчах клубу «Слов'янськ», після чого поповнив ряди «Кубані», за яку провів 12 матчів та відзначився 1 голом. З 2001 по 2002 рік виступав за анапський «Спартак», зіграв 59 поєдинків та відзначився 17 голами у першості, та ще 1 поєдинок провів у Кубку Росії.
На початку 2003 року поповнив ряди кримського «Витязя», провів 14 поєдинків, в яких забив 3 м'ячі, у першості та 1 поєдинок у Кубку, після чого повернувся в «Спартак», де й дограв сезон, відзначився 5 голами в 19 матчах. На початку 2004 року перейшов в «Олімпію», взяв участь в 14 матчах команди, в яких забив 1 м'яч, у першості та в 2 матчах Кубку Росії, після чого поповнив ряди майкопської «Дружби», за яку провів 6 поєдинків.
У сезоні 2005 року виступав за ростовський СКА, у 16 матчах відзначився 2 голами. У 2006 році грав за мінський «Локомотив», в складі якого провів 10 поєдинків та забив 2 м'ячі у Вищій лізі Білорусі. по завершенні кар'єри професіонального футболіста грав за аматорські колективи.

## Досягнення
- Перша ліга СРСР
  -  Чемпіон (1): 1991